# Şövqiyar Abdullayev
Şövqiyar Cəmil oğlu Abdullayev (eingedeutscht Schöwgijar Abdullajew; * 5. April 1969 im Dorf Nərimanlı, Rajon Basarketschar, heute Wardenis, Armenische SSR, UdSSR; † 27. August 1992 im Dorf Heyvalı, Provinz Ağdərə, Republik Aserbaidschan) war ein aserbaidschanischer Militärangehörige und Panzerkommandant. Er starb im Ersten Bergkarabachkrieg und wurde als „Held Aserbaidschans“ ausgezeichnet.

## Leben
Abdullayev schloss die Allgemeinschule in seinem Heimatdorf Nərimanlı mit Auszeichnung ab und ließ sich 1986 im Aserbaidschanischen Staatlichen Polytechnischen Institut (heute Aserbaidschanische Technische Universität) in Baku einschreiben. Nach nur einem Jahr begab er sich nach Mongolei, um dort seinen Militärdienst in den Reihen der Roten Armee zu leisten. 1989 kehrte er nach Baku zurück und setzte sein Studium fort.
Mit Beginn kriegerischer Handlungen in Bergkarabach ging er Anfang 1992 als Freiwilliger an die Front. Bald darauf wurde er zum Kommandeur eines in Ağdam aufgestellten Panzerzuges ernannt. Die Brigade von Abdullayev verteidigte hauptsächlich die strategischen Stellungen in den Ortschaften Abdal und Gülabli. Zudem nahm er an den Kämpfen um die Dörfer Papravənd, Pircamal und Aranzəmin teil.
Ende August 1992 wurde seine Brigade in die Provinz Ağdərə (damals Mardakert) verlegt. Bei einem heftigen Gefecht um das Dorf Heyvalı wurde der Panzer von Abdullayev mehrmals getroffen, wobei er schwer verletzt wurde. Am 27. August wurde er, beim Versuch die verwundeten Kampfkameraden aus dem Schlachtfeld zu führen, tödlich getroffen. Er wurde zwei Tage später auf der Ehrenallee Fəxri Xiyaban in Baku beigesetzt.
Per Beschluss des Präsidenten Aserbaidschans vom 5. Februar 1993 wurde Abdullayev posthum die Auszeichnung „Held Aserbaidschans“ verliehen. Eine der zentralen Straßen in Baku trägt seinen Namen.